# Mercury Machine Company
Mercury Machine Company war ein US-amerikanischer Hersteller von Automobilen.

## Unternehmensgeschichte
Das Unternehmen hatte seinen Sitz in Philadelphia in Pennsylvania. Es stellte zwischen 1903 und 1904 Automobile her, die als Mercury vermarktet wurden. Eine Quelle meint, dass Unterkapitalisierung der Grund für den Untergang des Unternehmens war.

## Fahrzeuge

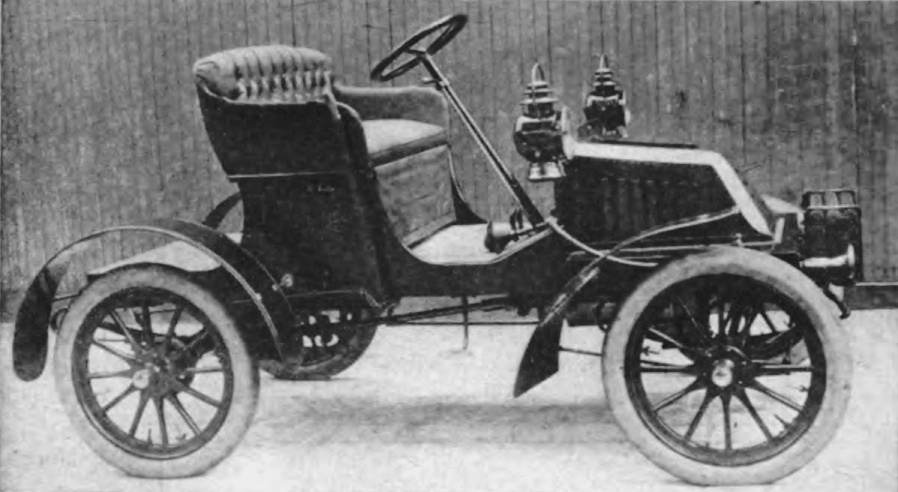
Mercury 7 HP (1903)

Im Angebot stand nur ein Modell. Es hatte einen Einzylindermotor mit 7 PS Leistung. Der Motor und das Dreigang-Planetengetriebe waren in Fahrzeugmitte unter der Sitzbank montiert. Die Motorleistung wurde über eine Kardanwelle an die Hinterachse übertragen. Das Fahrgestell bestand aus Winkeleisen. Der Radstand betrug 198 cm. Die offene Karosserie in Form eines Runabouts bot Platz für zwei Personen. Gelenkt wurde mit einem Lenkrad. Das Leergewicht war mit 567 kg angegeben. Der Neupreis betrug 925 US-Dollar.
Es bestand keine Verbindung zu den anderen US-Automarken gleichen Namens: Mercury Cyclecar, Mercury Cars Inc. und Mercury des Ford-Konzerns.